# باشگاه فوتبال تافونا جتس
تافونا جتس یک تیم فوتبال از پاگو پاگو، ساموآی آمریکا است. آنها در لیگ سنیور ساموآی آمریکا بازی می‌کنند.